# 聖母聖誕堂 (香港)
聖母聖誕堂於1952年4月建立；1957年5月31日升格為堂區；1990年4月15日被廢除，部份納入橫頭磡聖博德堂，部份納入新蒲崗善導之母堂。
1. ↑  . archives.catholic.org.hk.   [2018-08-08]. （原始内容存档于2012-04-30）.